# Roc de l'Home Mort
El Roc de l'Home Mort és una muntanya de 948,5 metres d'altitud del límit dels termes comunals de Conat i Rià i Cirac, tots dos de la comarca del Conflent, a la Catalunya del Nord.
És a la zona nord-occidental del terme de Rià i Cirac i al nord-oriental del de Conat. És al nord-est de Nabilles i al nord-oest del Pla de Vall en So.
Els seus entorns és una zona megalítica, amb diversos dòlmens conservats, com el Dolmen del Roc de l'Home Mort i algun de desaparegut.